# Беседка

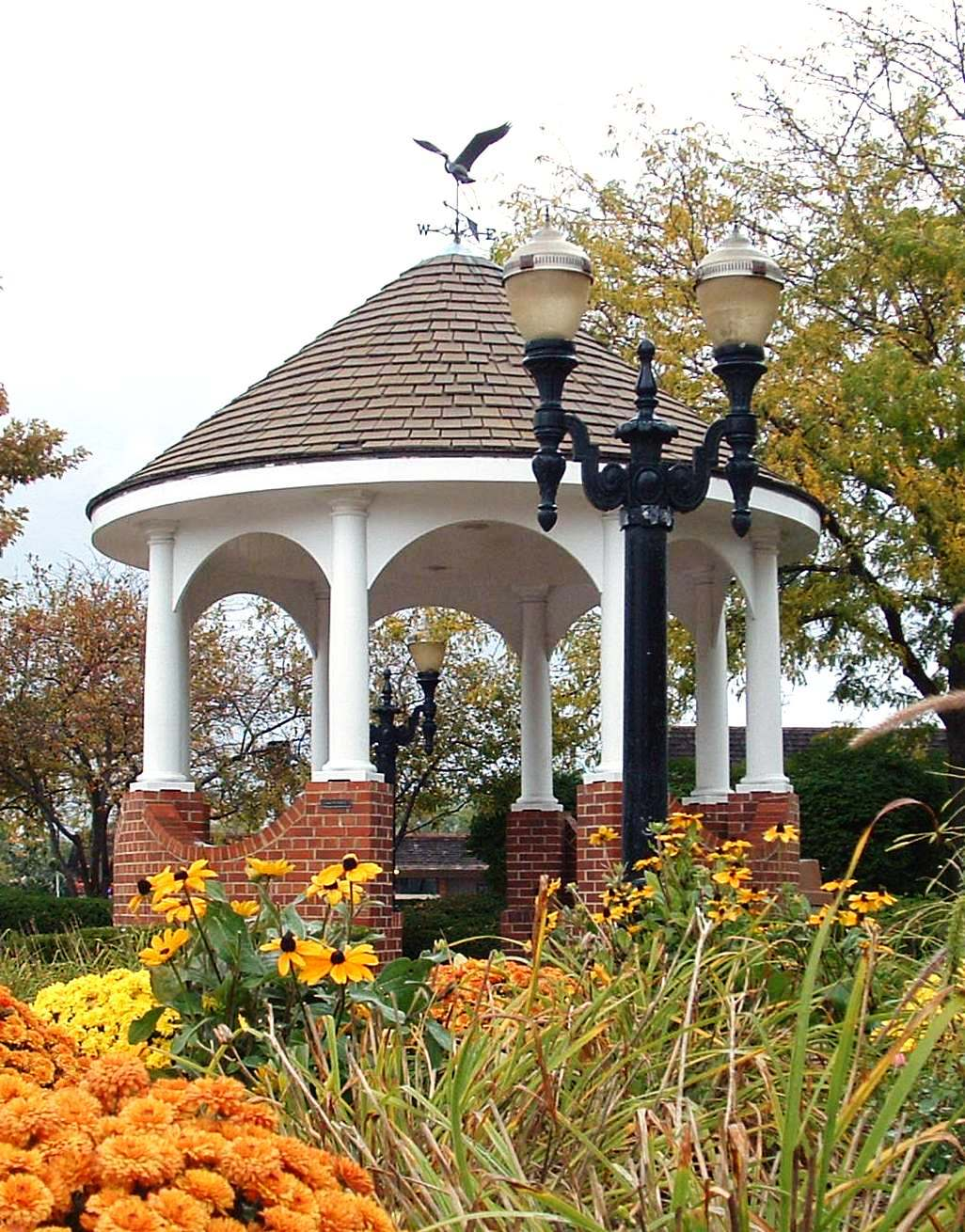
Беседка в Баррингтоне, штат Иллинойс

Бесе́дка — лёгкое архитектурное сооружение, расположенное, как правило, в саду или парке, со скамейками и столом, предназначенное для защиты от дождя и прямых солнечных лучей и служащее для отдыха и бесед, что и дало ему название.

## Терминология
- Ротондой или беседкой-ротондой (от лат. rotondus — круглый) называется беседка круглой формы. В классическом варианте представляет собой круг колонн, поддерживающий крышу. Это обязательно круглое в плане сооружение (павильон), имеющее перекрытие (купол) и, как правило, колоннаду[3]. При этом слово ротонда может означать любое круглое здание, увенчанное куполом, в том числе христианский храм.
- Павильон представляет собой вообще любую садовую постройку развлекательного характера. В ряде конкретных частных случаев слова «павильон» и «беседка» могут использоваться как синонимы[4], или «беседка» может быть частным случаем «павильона»[5], или отдельным от «павильона» понятием[6].
- Бельведер (от итал. belvedere — «прекрасный вид») — лёгкая постройка на возвышенном месте, позволяющая обозревать окрестности. Может представлять собой как отдельную постройку-беседку, так и надстройку на здании[7] (например на Доме Пашкова в Москве).
- По-английски беседка как таковая называется газебо (англ. gazebo), в русском языке этот термин обычно не используется, но эпизодически возникает в современных текстах.

## История
Вероятнее всего, родина беседок — южные, тёплые страны, где прежде всего приходит мысль о защите от солнечного зноя. В пользу этой версии говорит то, что наиболее роскошные беседки и павильоны можно увидеть в парках Италии и Франции, каковы, например, «Бельведер» в Версале, в парке Малого Трианона или так называемый «Французский павильон» там же. Начиная с XVIII века беседки и павильоны в этой форме стали появляться в Российской империи в парках царских резиденций и богатых барских поместий. Образчиками подобных сооружений могут служить беседки Петергофа, «Большой каприз» в Царском Селе, павильон в саду Михайловского дворца в Санкт-Петербурге, против Царицына луга, беседка «Храм Цереры» и т. д.
Тем не менее нельзя сказать, чтобы беседки не были известны в допетровской Руси. На этот счёт есть несомненные письменные свидетельства. Назывались они тогда «чердаками». Известно, например, что в 1680 году царь Фёдор Алексеевич поставил в своем новом «Верхнем» саду «резной, деревянный чердак, расписанный узорочно красками. Доски, украшавшие его, были вырезаны против того, как вырезаны у чердака в Аптекарском саду». Затем в 1697 году в Красном Верхнем саду для царевича Алексея Петровича был поставлен возобновлённый чердак столярной работы на брусяном рундуке (прямоугольном основании), расписанный «с лица красным аспидом, столбы цветным аспидом же, дорожки блягилем, гзымз — розными краски; внутри лазоревым аспидом». Створные дверцы последнего были расписаны теми же красками.

## Беседки в России XIX века (согласноЭСБЕ)
Форма беседок может быть самая разнообразная. Простейший вид — четыре столбика, покрытые прямой или четырёхскатной крышей; по низу столбики обносятся с трёх сторон стенкой высотой по локоть; с четвёртой — открытой делается вход; скамьи идут по стенкам, а посередине ставится стол. Беседки, кроме того, бывают многоугольные или круглые.
Иногда беседки делаются совсем открытые, в виде небольшой площадки, густо обсаженной деревцами или обнесённой трельяжем — деревянной или проволочной решёткой, покрытой вьющимися растениями.
Однако, беседки делаются не только открытые, но также и закрытые, то есть со стенами, вроде небольшого домика в одну комнату, с окнами и дверями.
Беседки по своему устройству, внешнему виду и использованному для их строительства материалам отличаются крайним разнообразием. Чаще всего их изготавливают из древесины, железа и природного камня. В первом случае они делаются в русском, швейцарском или китайском стиле; в последнем случае им придаётся более монументальный характер и к ним применяются формы древних классических стилей, греческого и римского или формы стиля Возрождения. Такого вида беседки служат лучшим украшением садов и парков; особенно хороши беседки из белого мрамора или из других светлых пород камня: их строгие архитектурные линии и светлый тон являются прекрасной антитезой тёмному фону и прихотливым очертаниям зелени, от которых на них падают лёгкие прозрачные тени.
Крыша беседки может быть увенчана флюгером или небольшой скульптурой.

## Беседки в литературе
В литературе беседки нередко дополняют собой пейзаж и придают ему тот или другой характер. Этим нередко превосходно пользуются писатели-беллетристы. Стоит только вспомнить мастерское изображение в «Обрыве» Ивана Гончарова: «Вера пробралась к развалившейся и полусгнившей беседке в лесу, который когда-то составлял часть сада. Крыльцо отделилось от неё, ступени рассохлись, пол в ней осел, и некоторые доски провалились, а другие шевелились под ногами. Оставался только покривившийся на бок стол, да две скамьи, когда-то зелёные, и уцелела ещё крыша, заросшая мхом». Иногда в литературных произведениях беседка не только дополняет пейзаж, но даже рисует характер самого обладателя сада, лучшим доказательством чего служит беседка Манилова «с плоским зелёным куполом, деревянными голубыми колоннами и надписью: „храм уединённого размышления“».
Одно из стихотворений Константина Николаевича Батюшкова озаглавлено «Беседка муз», где он акцентирует своё внимание на мыслях, которые навевает нахождение в беседке «Под тению черёмухи млечной и золотом блистающих акаций»…
Английское обозначение беседки (англ. gazebo), редкое для русского языка, дало название одной из поэм Саши Соколова — «Газибо» (2009), — вошедшей в его книгу «Триптих» (2013).

## Галерея

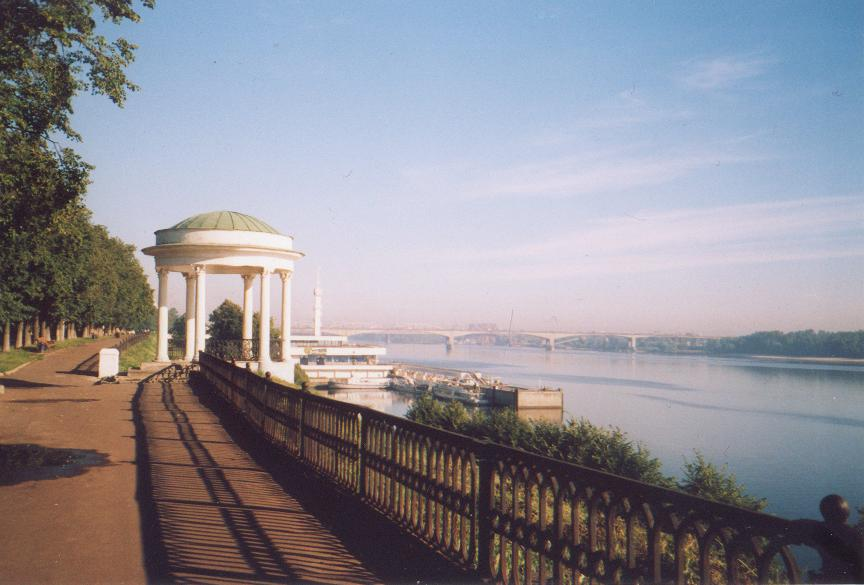
«Беседка Некрасова» на Волжской набережной
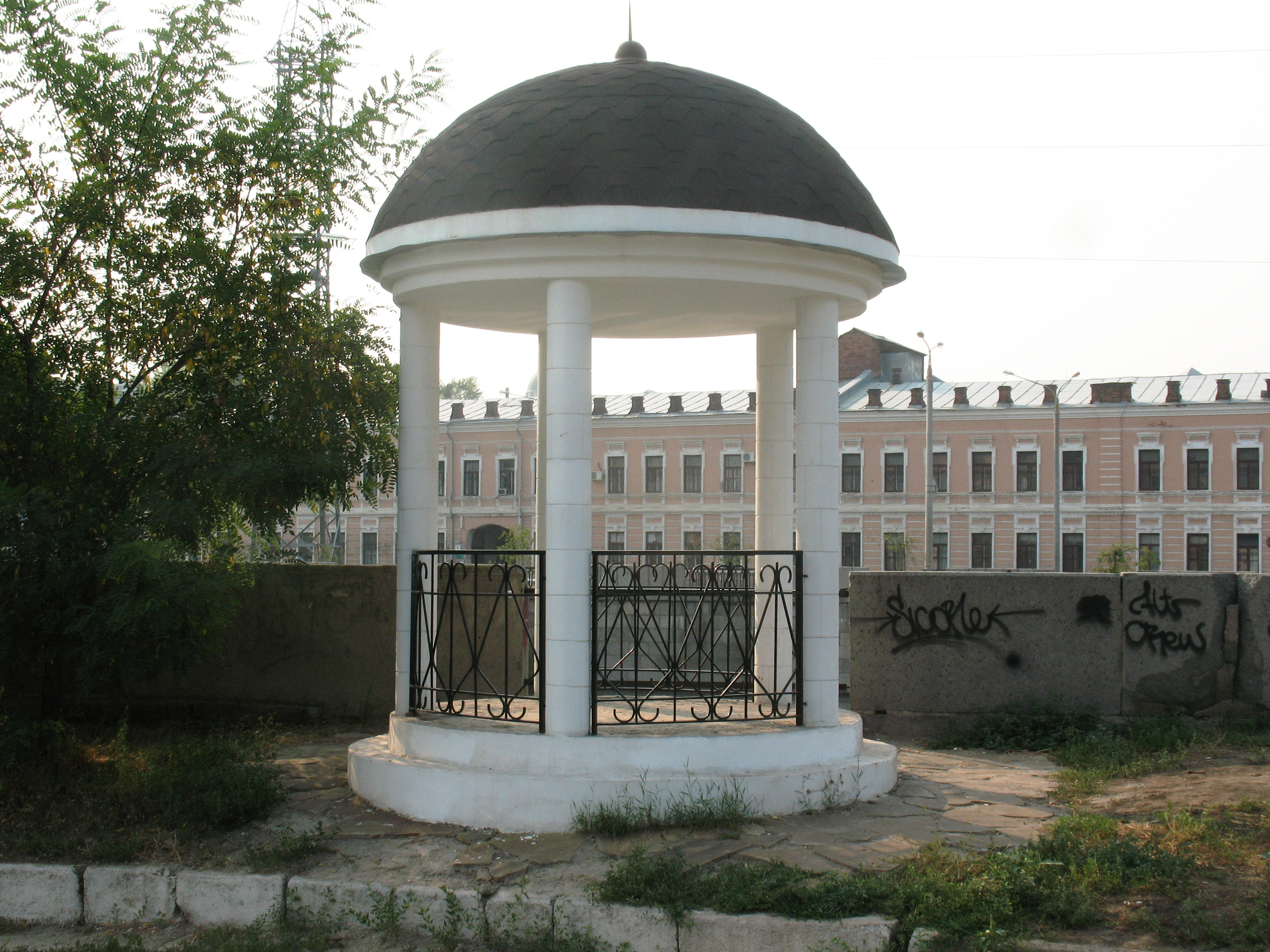
Беседка на набережной города Харькова
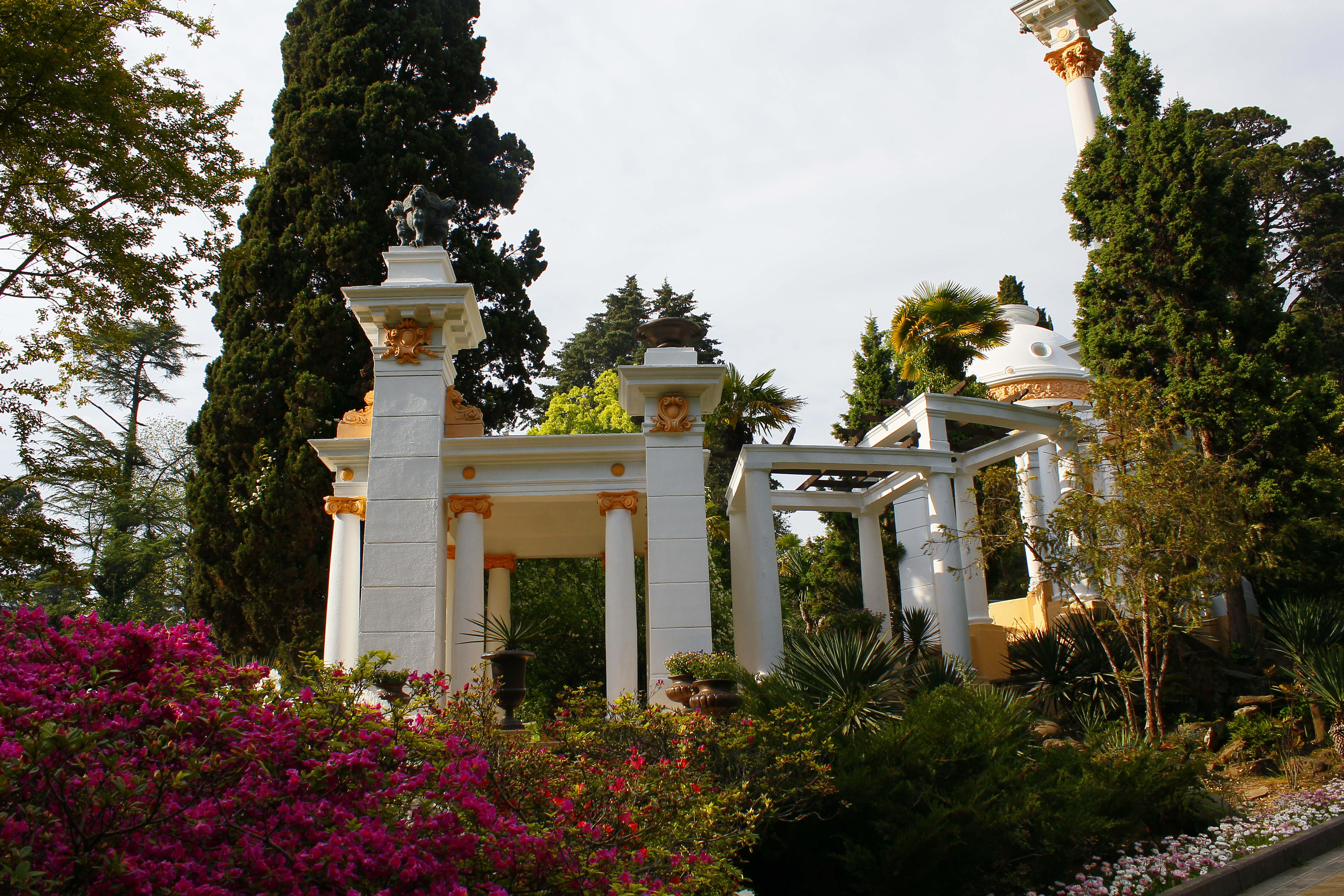
Мавританская беседка (Сочи)
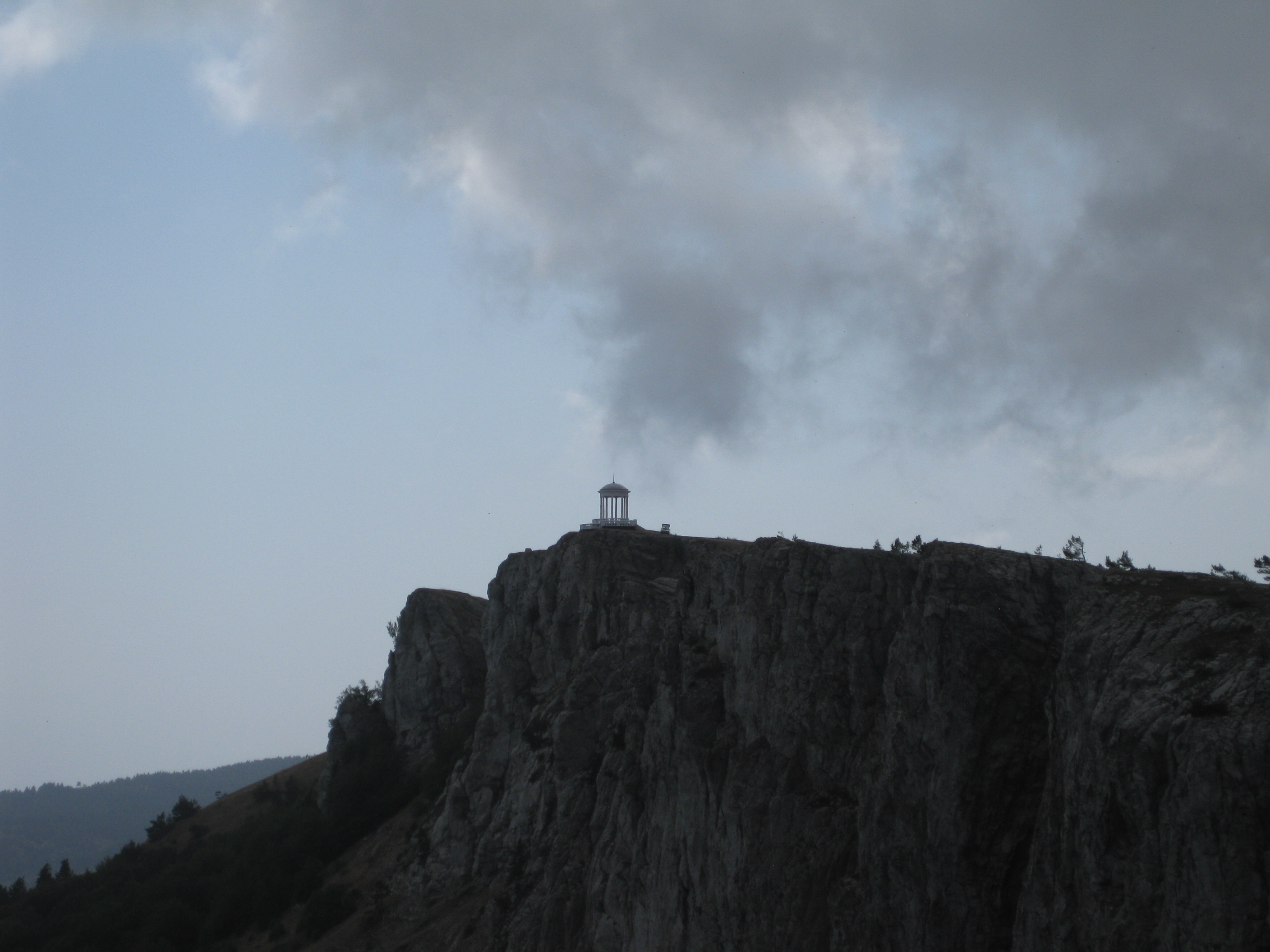
Беседка Ветров (Крым)
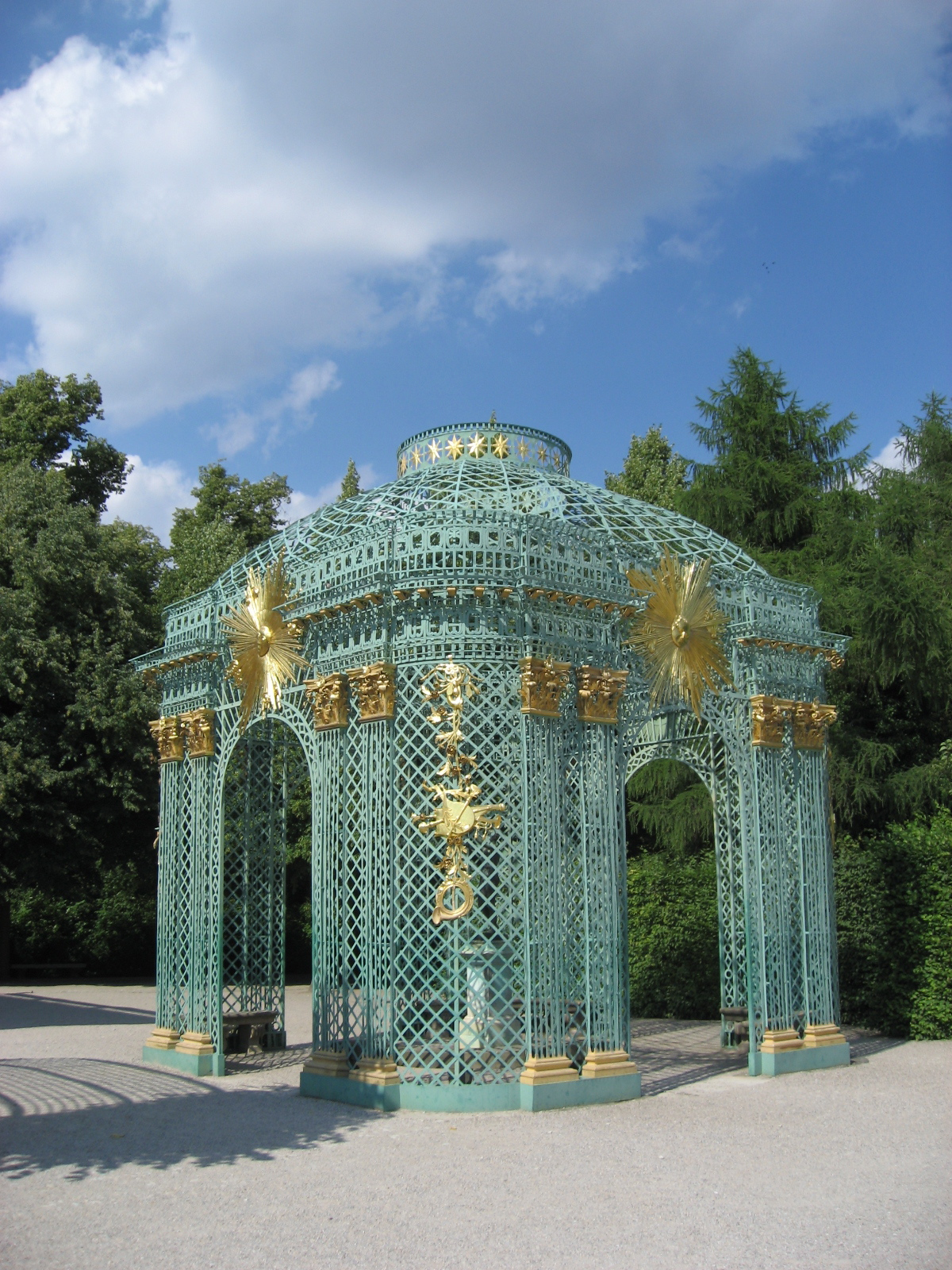
Беседка в парке фон Кнобельсдорфа (Берлин)
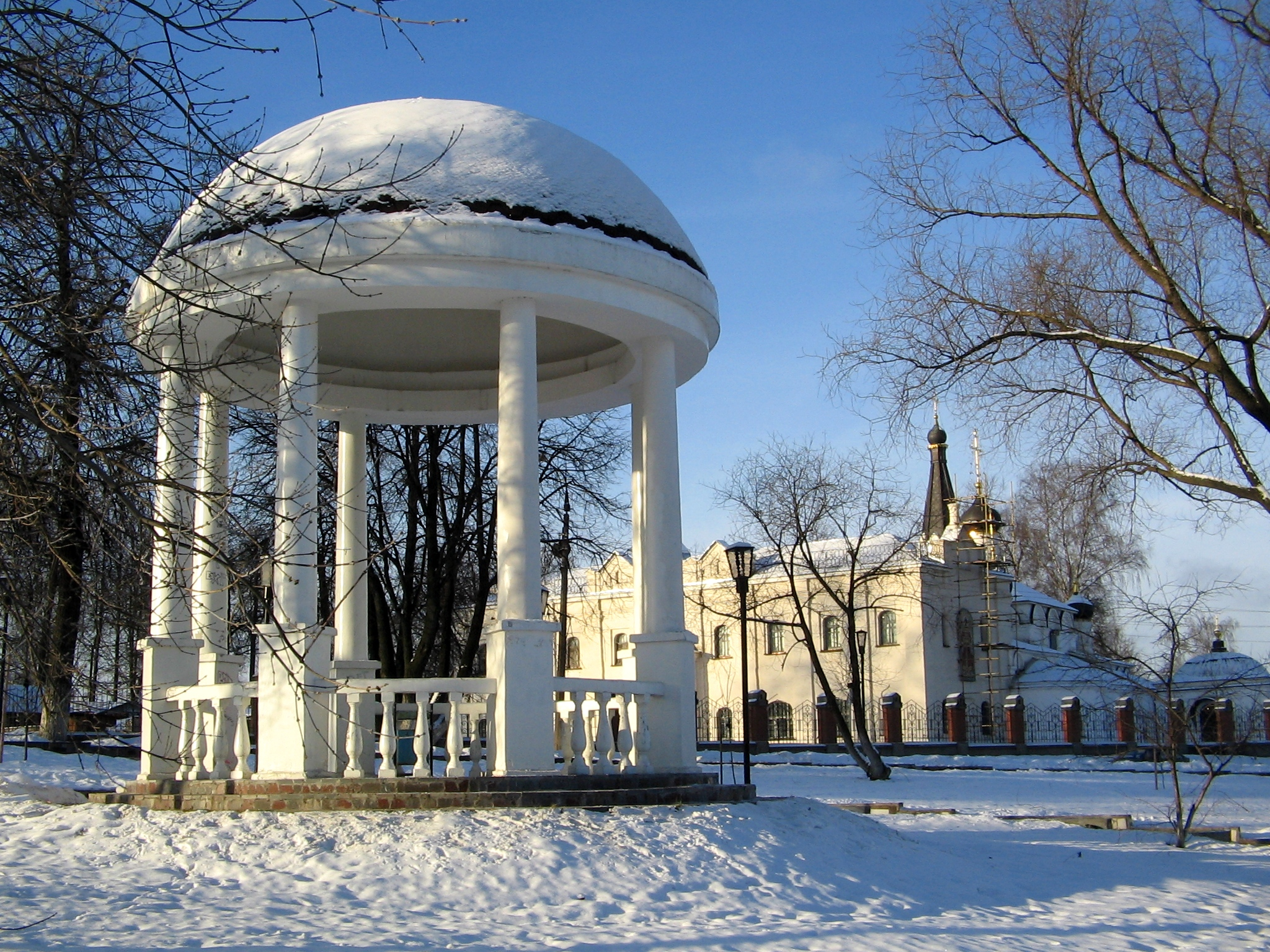
Беседка у пруда (Долгопрудный)
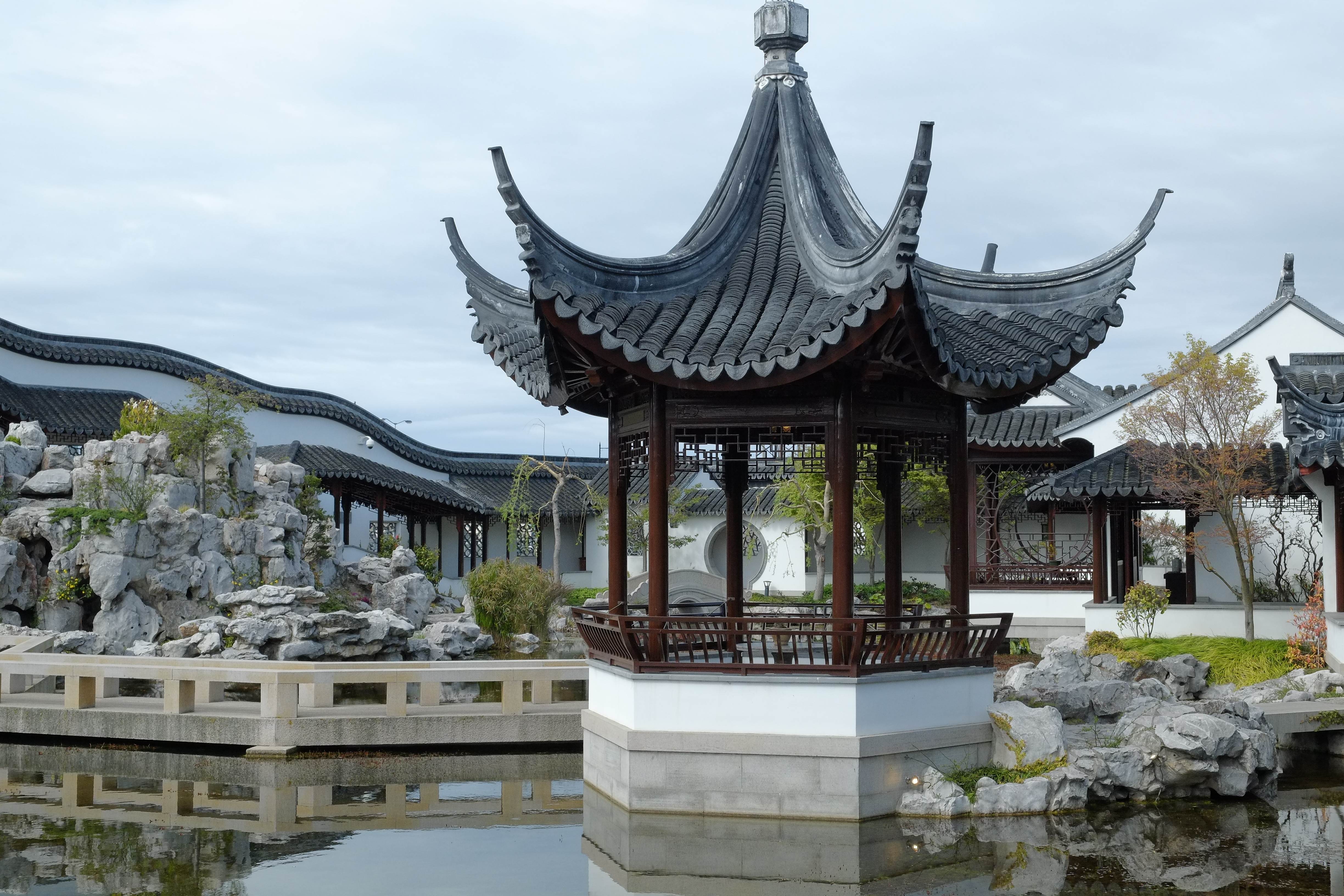
Традиционная китайская беседка.
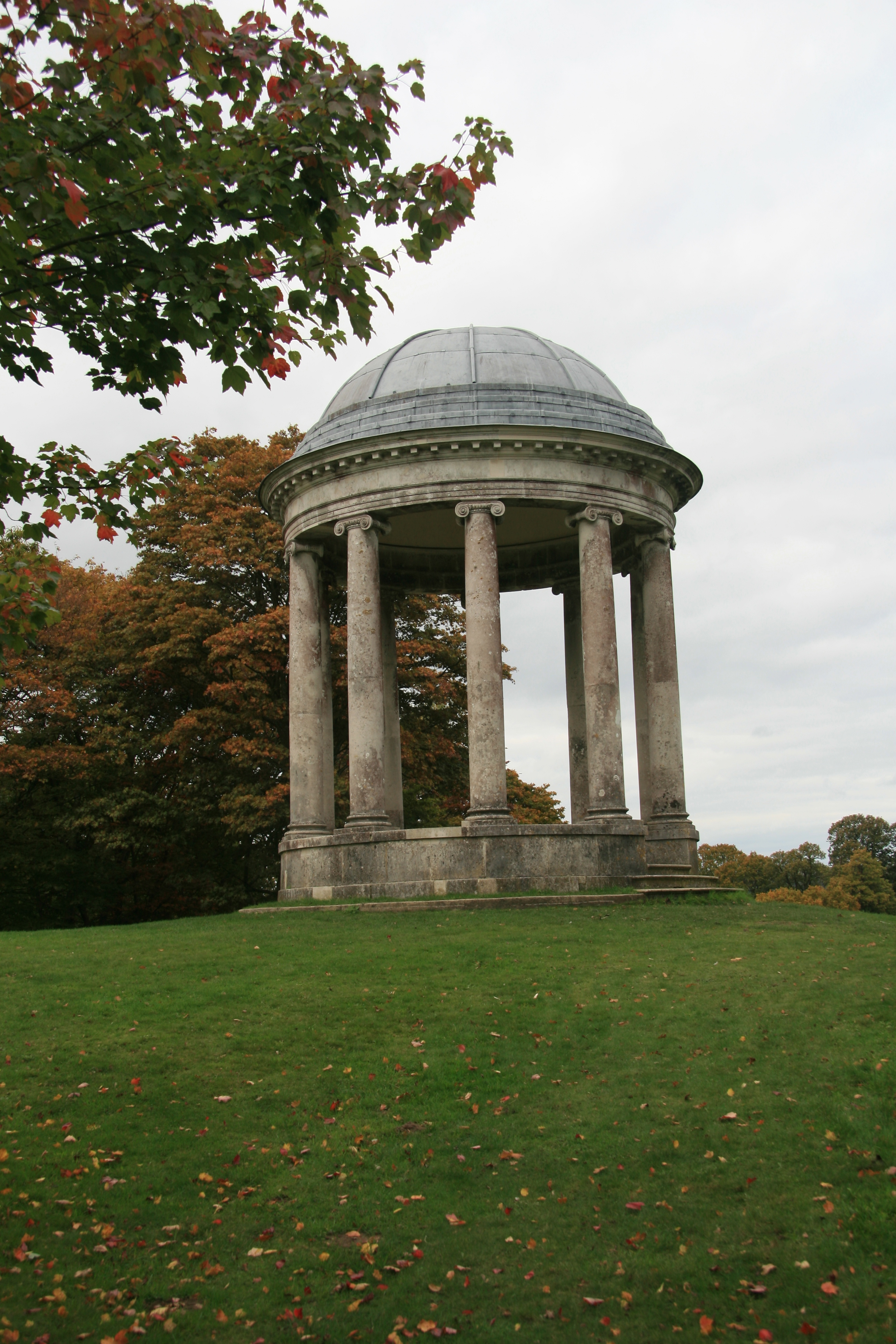
Старинная беседка-ротонда в одном из английских парков.